# Cyril Le Grix
Cyril Le Grix est un metteur en scène et réalisateur français.
Adolescent, il fait ses premières armes au théâtre Montansier à Versailles puis au théâtre de Villepreux. En 2001, il entre au cours Florent où il passe trois ans puis créer sa première mise en scène. Il est également titulaire d'un Master 2 en Cinéma et d'un DEA de Lettres Modernes à la Sorbonne.
Il est directeur artistique de la Torche Ardente, compagnie avec laquelle il a mis en scène Le Fanatisme de Voltaire (2004), L'Héritier de village de Marivaux (2005), Les Sincères de Marivaux (2005), Jeanne et ses juges de Thierry Maulnier (2006), Timon d'Athènes de Shakespeare (2007), Dom Juan de Molière (2008-2009, puis tournée européenne en 2011), Le Libre penseur de Strindberg (2009) et Brûlons Voltaire ! de Labiche (2010).
En 2015, il a mis en scène Démons de Lars Noren au théâtre du Lucernaire à Paris, dont il avait présenté une maquette au festival Passe-Porte de l'île de Ré en juin 2011, saluée par Bernard Faivre-d'Arcier et Didier Thibaut. La création avait eu lieu en mai 2013 sur La Scène Nationale de La Rose des Vents à Villeneuve-d'Ascq.
En mars 2017, il a mis en scène Timon d'Athènes de Shakespeare au Théâtre de la Tempête et travaille sur plusieurs nouveaux projets dont L'Avenir Oublié de Slimane Benaïssa, Le Nouveau Venu de Jean-Claude Carrière et Requiem pour une Nonne de Faulkner.
Il a réalisé plusieurs courts métrages, dont La Révolte de la matière, Le Voyage (Agora Films/Arte) et un documentaire de création L'Absente (2008, Agora Films/Arte).
Il a réalisé un documentaire sur la mise en scène théâtrale , "Les Artisans de L’Éphémère", produit par le Syndicat National des Metteurs en Scène, brossant le portrait d'une dizaine de metteurs en scène d'horizons différents (public/privé/compagnie) :"Tenter de mieux comprendre ce qu'est l'art de la mise en scène, réfléchir à la relation l'auteur-texte/auteur de la mise en scène, saisir les enjeux et les difficultés de ce métier et partager la passion de ces metteurs en scène pour le théâtre, sont les raisons d'être de ce film".
Il travaille également à l'écriture d'un premier long métrage.
Il a été également vice-Président, puis Président du Syndicat National des Metteurs en Scène, et en est actuellement le 1er vice-Président.